# Lilium amoenum
Lilium amoenum är en liljeväxtart som beskrevs av Ernest Henry Wilson och Joseph Robert Sealy. Lilium amoenum ingår i släktet liljor, och familjen liljeväxter. Inga underarter finns listade.

## Bildgalleri

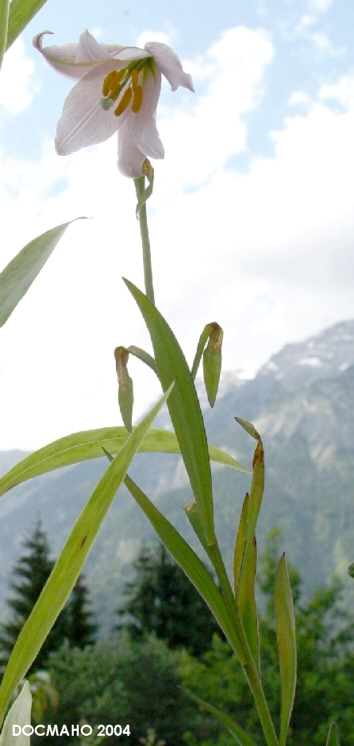